# Nasunogahara Harmony Hall

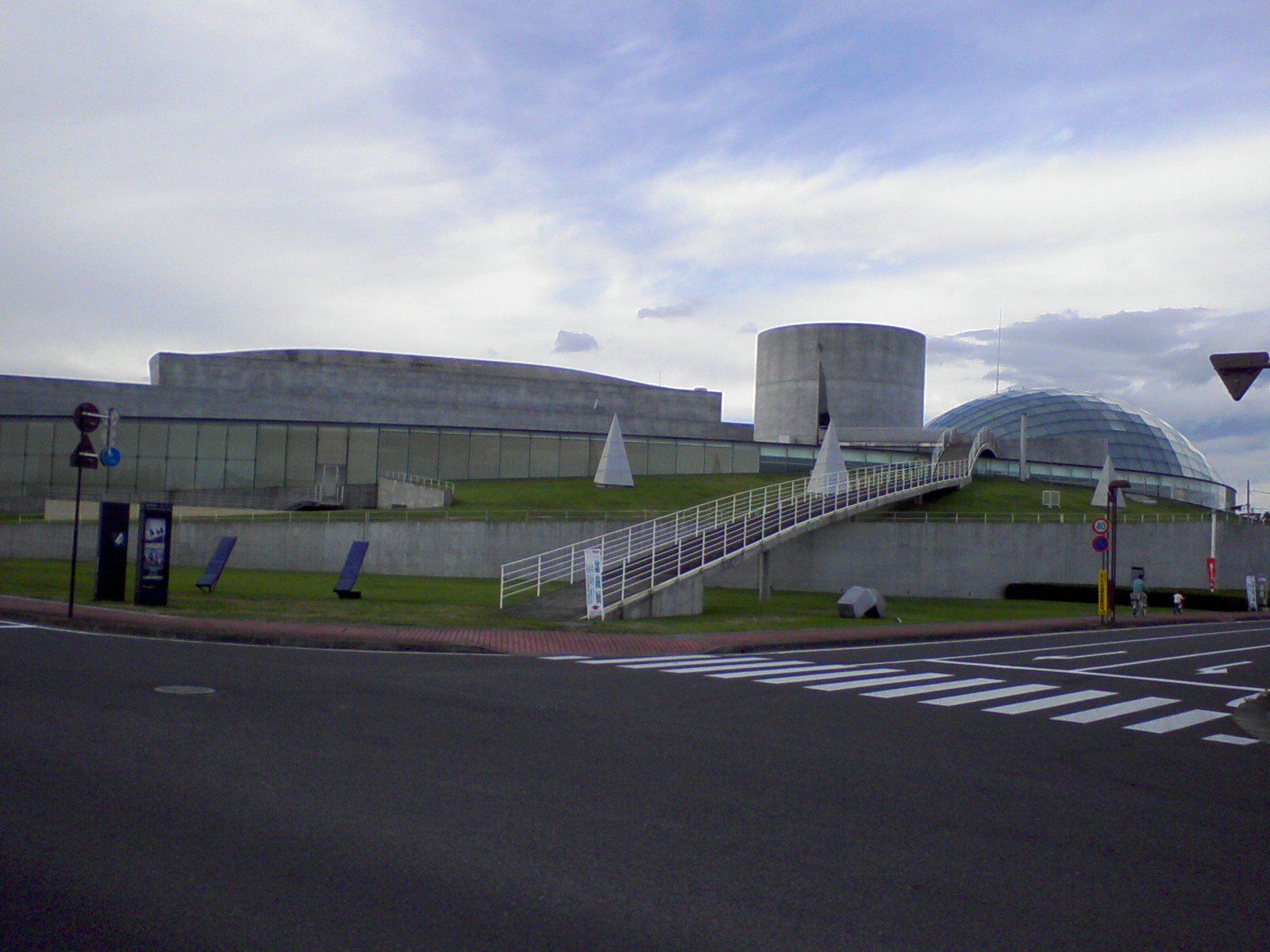
Nasunogahara Harmony Hall au Japon

Nasunogahara Harmony Hall (那須野が原ハーモニーホール) est un complexe de salles de concerts inauguré en 1994 et géré par les municipalités d'Ōtawara et de Nasushiobara dans la préfecture de Tochigi, au Japon.

## Aménagement interne

### Grande Salle
Nombre de sièges : 1200
L'acoustique de la salle est l'œuvre de la société japonaise Nagata Acoustics.

L'orgue est construit en 2013 par Rieger Orgelbau et harmonisé par Michel Garnier, dans le style symphonique français. Il possède 41 jeux répartis sur trois claviers et pédalier. L'organiste Jean-Philippe Merckaert (nl) y enregistre le disque de la 5ème symphonie de Charles-Marie Widor vers 2014.

### Petite salle
Nombre de sièges : 400

### Salle polyvalente
Capacité maximale : 130 personnes